# Estádio do Bessa Século. XXI
Das Estádio do Bessa Século. XXI (deutsch Stadion von Bessa des 21. Jahrhunderts, kurz Estádio do Bessa)  ist ein Fußballstadion in der portugiesischen Stadt Porto. Es ist die Heimspielstätte des Fußballvereins Boavista Porto.

## Geschichte
1911 wurde der Campo do Bessa, die alte Spielstätte von Boavista, eröffnet. Auf dem Baugrund wurde die neue Fußballarena für die Fußball-Europameisterschaft 2004 erbaut. Das von der GRUPO3 Arquitectura und der Arquitectos Associados erbaute Stadion ist Eigentum von Boavista Porto.
Während des Umbaus lief der Spielbetrieb regulär weiter. Am 30. Juni 1998 begannen die Arbeiten an der Osttribüne, sie wurde am 4. August 1999 fertiggestellt. Im Januar 2000 wurde mit dem Umbau der Westtribüne begonnen. Am 9. November 2001 wurde sie eingeweiht. Nachdem im April 2002 die Nordtribüne eingerissen worden war, wurde das Spielfeld verschoben und abgesenkt. Anschließend wurde die Südtribüne neu gebaut. Zur Neueröffnung des Do Bessa fand am 30. Dezember 2003 ein Spiel zwischen Boavista und dem FC Málaga statt, das 0:0 endete.
Das Stadion war Austragungsort von drei Gruppenspielen bei der EM 2004. Es bietet 28.263 Zuschauer einen überdachten Sitzplatz und wurde am 30. Dezember 2003 offiziell eröffnet. 2006 war es eines von sechs Stadien, in der die U-21-Fußball-Europameisterschaft stattfand. In der Spielstätte wurde am 4. Juni das Endspiel zwischen den Niederlanden und der Ukraine (3:0) ausgetragen.

## Tribünen
Die Längstribünen in Ost und West haben drei Ebenen. Die Hintertorränge in Nord und Süd sind auf zwei Ebenen ausgelegt.
- Platzangebot: 28.263 Sitzplätze

- Bancada Poente – 6533 Plätze, West, Haupttribüne
  - Poente Nível 1 – 3900 Plätze
  - Poente Nível 2 – 460 Plätze
  - Poente Nível 3 – 1500 Plätze
  - Comunicação Social – 673 Plätze
- Bancada Nascente – 7530 Plätze, Ost, Gegentribüne
  - Nascente Nível 1 – 3760 Plätze
  - Nascente Nível 2 – 770 Plätze
  - Nascente Nível 3 – 3000 Plätze
- Bancada Norte – 7200 Plätze, Nord, Hintertortribüne
  - Norte Nível 1 – 4200 Plätze
  - Norte Nível 2 – 3000 Plätze
- Bancada Sul – 7000 Plätze, Süd, Hintertortribüne
  - Sul Nível 1 – 4000 Plätze
  - Sul Nível 2 – 3000 Plätze

## Spiele der EM 2004 im Estádio do Bessa
- 16. Juni 2004, Gruppenspiel:  Griechenland –  Spanien 1:1 (0:1)
- 19. Juni 2004, Gruppenspiel:  Lettland –  Deutschland 0:0
- 22. Juni 2004, Gruppenspiel:  Dänemark –  Schweden 2:2 (1:0)

## Spiele der U-21-EM 2006 im Estádio do Bessa
- 4. Juni 2006, Endspiel:  Niederlande –  Ukraine 3:0 (2:0)

## Galerie

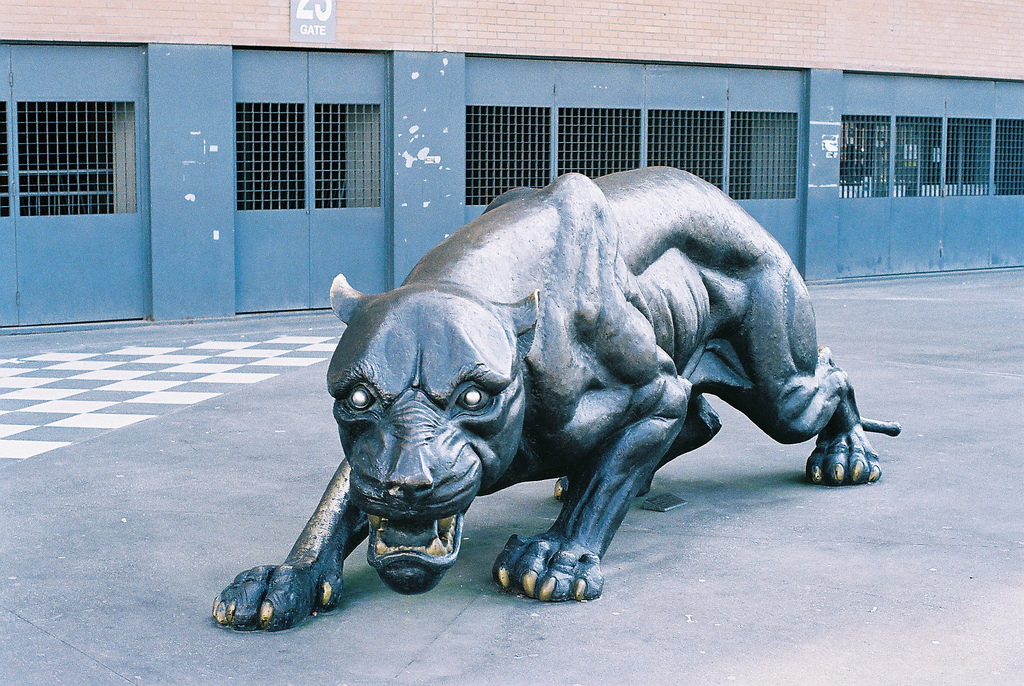
Die Panther-Statue vor dem Stadion. Der Panther ist das Symbol und Spitzname des Vereins
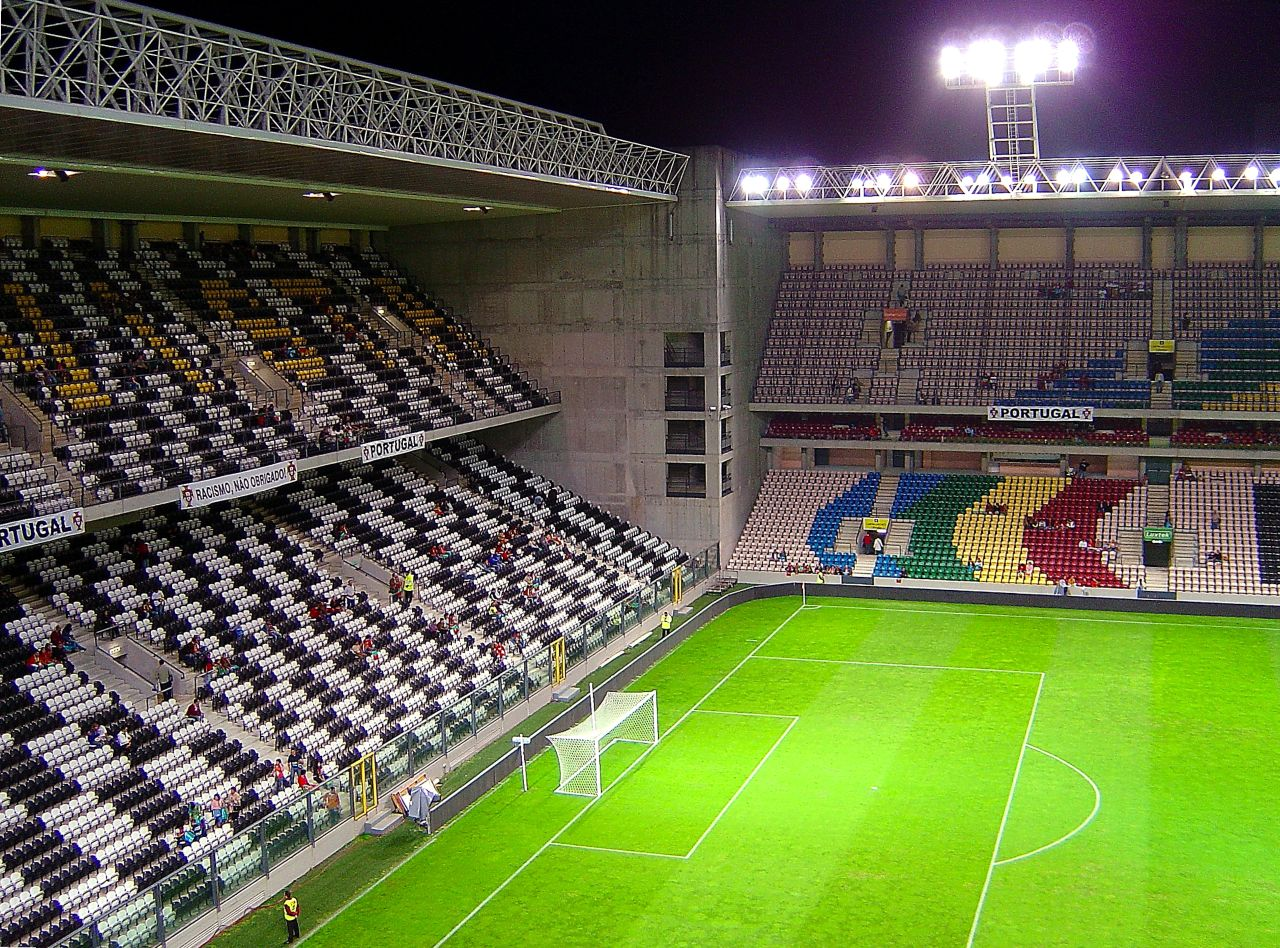
Blick in das Stadion
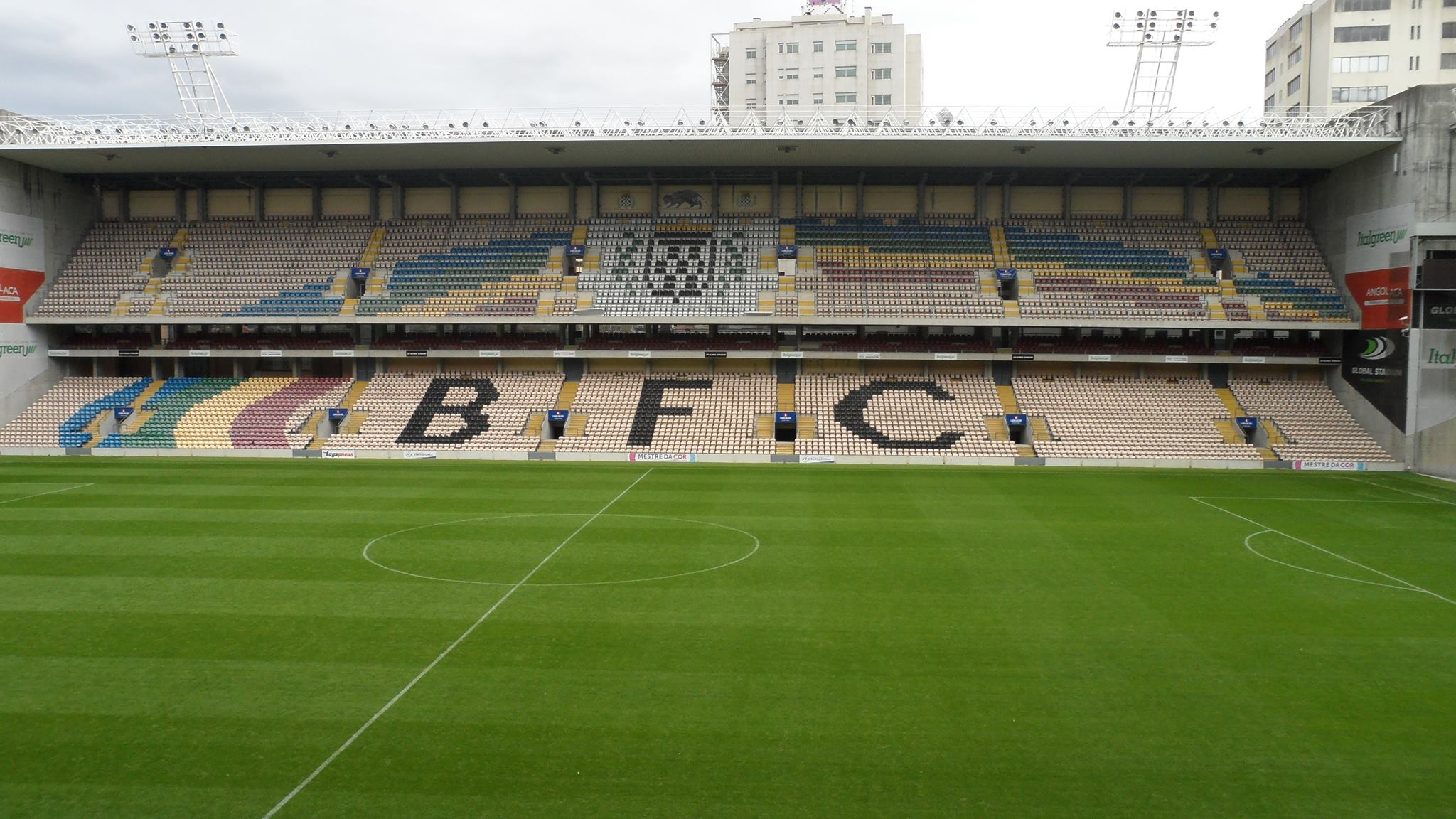
Längstribüne